# ケリー・ストーファー
ケリー・ストーファー（Kelly Stouffer 1964年7月6日- ）はネブラスカ州スコッツブラフ出身の元アメリカンフットボール選手。ポジションはクォーターバック。

## 経歴
ネブラスカ州スコッツブラフで生まれた彼は、同州北西部のラッシュビルの高校を卒業後、1984年から1986年までコロラド州立大学でプレーした。1986年は6勝5敗でシーズンを終えた。彼の在学中にチームがボウルゲームに出場することはなかった。コロラド大学では通算パス記録となる7,142ヤードを獲得、1987年1月に行われた東西オールスターゲームではMVPに選ばれた。
1987年のNFLドラフト1巡全体6位でセントルイス・カージナルスに指名された。この年のドラフト全体1位で指名されたビニー・テスタバーディに次いで2人目に指名されたQBとなった。彼はドラフトで注目されたドリュー・ブレッドソーとリック・マイアー、ペイトン・マニングとライアン・リーフ、アンドリュー・ラックとロバート・グリフィン3世のような評価は受けていなかったこと、当時カージナルスには、ニール・ロマックスの存在もあり、このドラフト指名は疑問視された。1987年シーズン、ロマックスはプロボウルに選ばれた。カージナルスは、当初4年130万ドルを提示、その後160万ドル、180万ドルを提示したが、契約で合意に至らず、翌年4月22日、フェニックスに移転したカージナルスは彼との交渉権を1989年のドラフト1巡、5巡指名権及び1988年のドラフト5巡指名権とトレードでシアトル・シーホークスに渡した（当初はプロボウルに5回選ばれたケニー・イーズリーとのトレードを予定していたが、イーズリーがメディカルチェックで不合格となったため、ドラフト指名権とのトレードに変更された。）。
シーホークスとは4年310万ドルの契約を結んだ。
1988年をデイブ・クレイグ、ジェフ・ケンプに次ぐ第3QBとして迎えたが、第3週の試合でクレイグが肩を脱臼して離脱、第4週のサンフランシスコ・フォーティナイナーズ戦で先発のケンプが不調だったことから、後半よりストーファーが出場、その試合で鼻を負傷しながら46ヤードのタッチダウンパスを決めた。第5週のアトランタ・ファルコンズ戦で初先発で勝利を収めた。第7週のニューオーリンズ・セインツ戦では当時のNFL新人記録となる370ヤードを投げた。およそ2か月後にクレイグが復帰すると控えQBに戻った。この年チームは9勝7敗でAFC西地区で優勝したが、ディビジョナルプレーオフでAFC第1シードのシンシナティ・ベンガルズに敗れた。この年彼は8試合に出場し1106ヤードを獲得、4タッチダウン、6インターセプトの成績であった。
1989年は2試合に先発出場、1990年は先発出場なし、1991年はプレシーズンゲーム第1週に肩を脱臼し、第15週の試合でようやく先発出場したがセイフティを避けるためボールを確保しようとしたプレーでひざを負傷した。3年間で5試合に出場し、327ヤード獲得、タッチダウン0、4インターセプトであった。
1992年、チャック・ノックスに代わってトム・フローレスがヘッドコーチに就任すると、クレイグが放出され、ダン・マグワイアとの争いに勝ったストーファーがエースQBになったが、5試合目に左肩を脱臼した、彼が負傷するまでチームは1勝4敗となった。彼が負傷後、マグワイアが先発QBとなり、マグワイアも負傷したため、ジャーニーマンであるゲルボーがその後先発QBとなった。その後、ストーファーはいったんは先発QBに返り咲いたが2試合で6インターセプト、2ファンブルとさんざんで、再度ゲルボーに先発QBの座を奪われた。この年9試合に出場、900ヤード獲得、3タッチダウンに対して9インターセプトの成績であった。2勝14敗に終わったシーズン終了後、シーホークスから解雇された。5シーズンで先発した試合数はわずか16であった。
1994年4月にマイアミ・ドルフィンズと契約したが、ニューヨーク・ジャイアンツとのプレシーズン第1週の試合でパス11回中4回成功26ヤードに終わり、ダン・マリーノ、バーニー・コーザーに次ぐ第3QBの座を争ったダグ・ピーダーソンに敗れて解雇された。
2年後の1996年3月、カロライナ・パンサーズと契約した。パンサーズにはこの年、前年のドラフト1巡指名されたケリー・コリンズ、ジャクソンビル・ジャガーズで先発QBの座を失ったスティーブ・バーラインが在籍した。シーズン開幕前に解雇された。この年現役引退を表明した。
現役引退後は、ESPNでカレッジフットボールの解説者を務めた。